# خنافس تكساس
خنافس تكساس أو عائلة براشيبسيكتريدي أو فصيلة براكيبسيكتيدي (الاسم العلمي: Brachypsectridae)، هي فصيلة حشرات من رتبة غمديات الأجنحة. لا تضم سوى جنس واحد، "Brachypsectra". النوع النمطي للجنس خنفساء تكساس Brachypsectra fulva" (LeConte, 1874)"، يوجد في أمريكا الشمالية. وهناك ثلاثة أنواع أخرى توجد في جنوب الهند وسنغافورة وشمال غرب أستراليا. تم وصف نوعين آخرين متحجران في جمهورية الدومينيكان.